# ميشال غوندا
ميشال غوندا هو لاعب كرة قدم سلوفاكي في مركز الوسط، ولد في 29 أغسطس 1982 في تشيكوسلوفاكيا. لعب مع نادي بريبرام.

## وصلات خارجية
- ميشال غوندا على موقع قاعدة بيانات كرة القدم.إي يو (الإنجليزية)
- ميشال غوندا على موقع Soccerway.com (الإنجليزية)